# Gymnosporia montana
Gymnosporia montana là một loài thực vật có hoa trong họ Dây gối. Loài này được (Roth) Benth. mô tả khoa học đầu tiên năm 1863.

## Hình ảnh

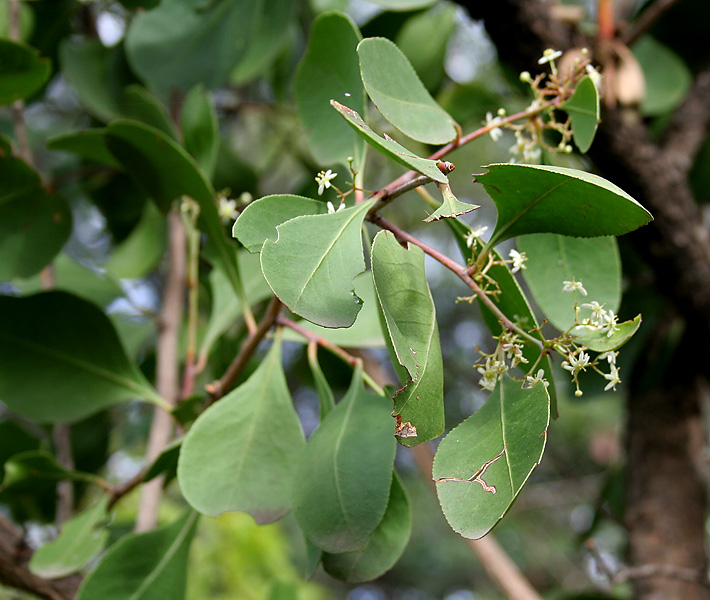
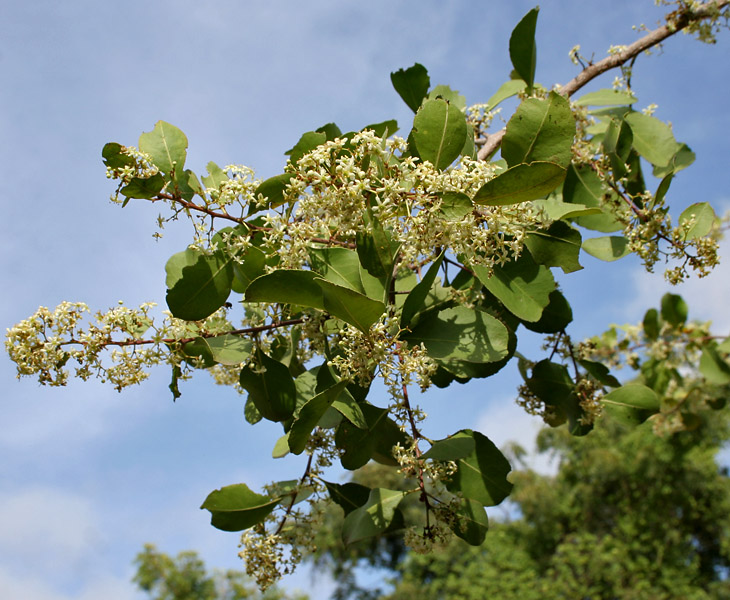
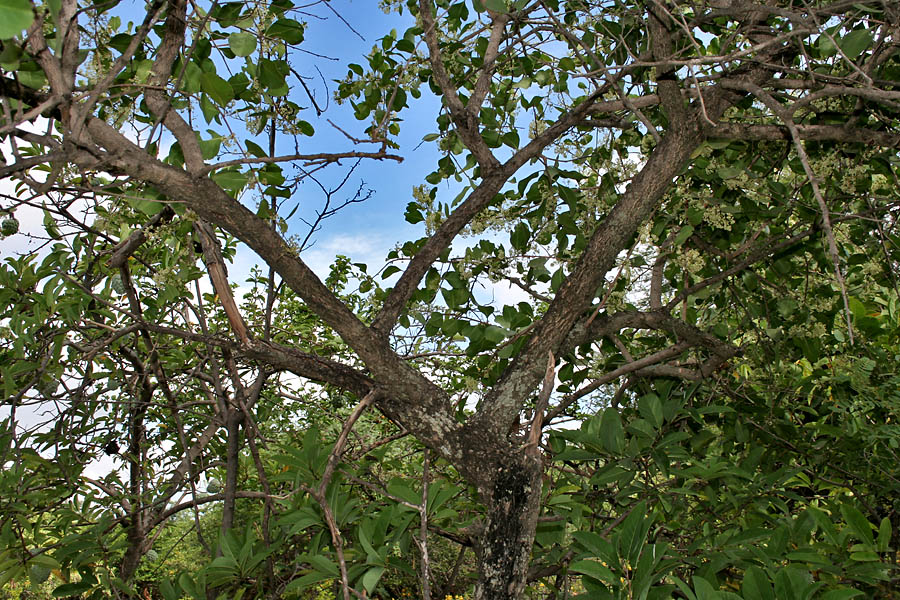
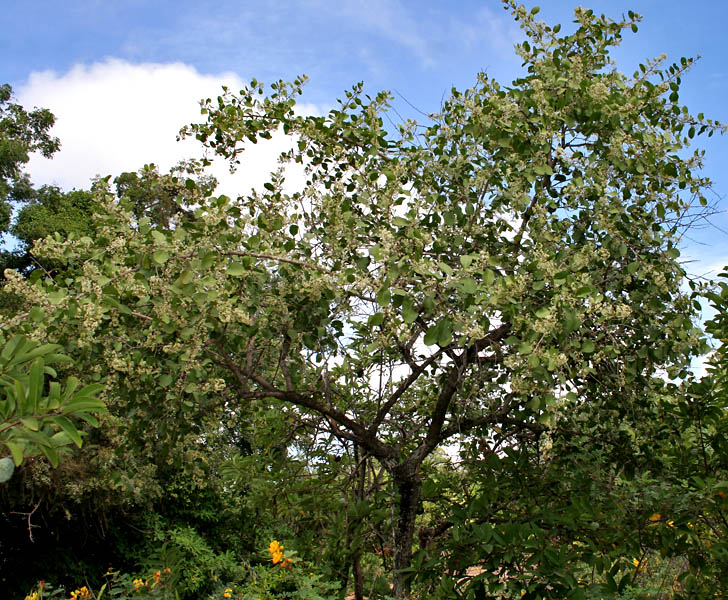